# Rättsfallet Manoel Joaquim Ferreira Netto
Rättsfallet Manoel Joaquim Ferreira Netto (portugisiska: Questão Netto) var en juridisk process och det mest omfattande initiativet att befria slavar i Amerika. Processen är förknippad med fritagningen av 217 slavar i Brasilien under 1870-talet. Processen är uppkallad efter den portugisiske slavägaren Manoel Joaquim Ferreira Netto (1808–1868).